# San Pablo (San Marcos)
San Pablo (en honor a su santo patrono, Pablo de Tarso) es un municipio del departamento de San Marcos, en la región sur-occidental de Guatemala.
Después de la Independencia de Centroamérica en 1821, fue asignado al circuito Del Barrio de distrito N.º 10 (Quetzaltenango) y en 1838 pasó a formar parte del Estado de Los Altos establecido por los criollos liberales, aunque este luego fue recuperado por la fuerza por el general conservador mestizo Rafael Carrera para el Estado de Guatemala en 1840.

## Toponimia
Muchos de los nombres de los municipios y poblados de Guatemala constan de dos partes: el nombre del santo católico que se venera el día en que fueron fundados y una descripción con raíz náhuatl; esto se debe a que las tropas que invadieron la región en la década de 1520 estaban compuestas por soldados españoles y por indígenas tlaxcaltecas y cholultecas. De acuerdo a esta costumbre, el poblado fue bautizado con el nombre de «San Pablo» en honor al Apóstol San Pablo y se desconoce por qué no se le adjudicó una terminación náhuatl.

## Geografía física
El municipio de San Pablo, tiene una extensión territorial de 402 kilómetros cuadrados.

### Hidrografía
Por el municipio pasan los siguientes ríos: Montreal, Hondo, Negro, Copante, Cabuz, La Laja, Canujá, Camarón, Salá, San Pablo, Tzoc, Cangrejo, Cutzulchimá, San Sur, Los Tarros, Chocá y Chapá.

### Clima
El clima del municipio es variable, de acuerdo a la estación del año, distinguiéndose de la siguiente forma:
- En invierno o época lluviosa, de mayo a octubre, se tiene un clima, un poco más frío.
- En verano, época seca, de noviembre hasta abril, se tiene un clima caluroso.

La cabecera municipal de San Pablo tiene clima tropical (Köppen: Am).
| Parámetros climáticos promedio de San Pablo | Parámetros climáticos promedio de San Pablo | Parámetros climáticos promedio de San Pablo | Parámetros climáticos promedio de San Pablo | Parámetros climáticos promedio de San Pablo | Parámetros climáticos promedio de San Pablo | Parámetros climáticos promedio de San Pablo | Parámetros climáticos promedio de San Pablo | Parámetros climáticos promedio de San Pablo | Parámetros climáticos promedio de San Pablo | Parámetros climáticos promedio de San Pablo | Parámetros climáticos promedio de San Pablo | Parámetros climáticos promedio de San Pablo | Parámetros climáticos promedio de San Pablo |
| Mes                                         | Ene.                                        | Feb.                                        | Mar.                                        | Abr.                                        | May.                                        | Jun.                                        | Jul.                                        | Ago.                                        | Sep.                                        | Oct.                                        | Nov.                                        | Dic.                                        | Anual                                       |
| ------------------------------------------- | ------------------------------------------- | ------------------------------------------- | ------------------------------------------- | ------------------------------------------- | ------------------------------------------- | ------------------------------------------- | ------------------------------------------- | ------------------------------------------- | ------------------------------------------- | ------------------------------------------- | ------------------------------------------- | ------------------------------------------- | ------------------------------------------- |
| Temp. máx. media (°C)                       | 27.3                                        | 27.6                                        | 28.7                                        | 29.0                                        | 28.6                                        | 27.3                                        | 27.8                                        | 27.8                                        | 27.1                                        | 27.0                                        | 27.1                                        | 27.1                                        | 27.7                                        |
| Temp. media (°C)                            | 20.8                                        | 21.0                                        | 22.0                                        | 22.6                                        | 22.7                                        | 21.9                                        | 22.1                                        | 22.0                                        | 21.7                                        | 21.6                                        | 21.2                                        | 20.9                                        | 21.7                                        |
| Temp. mín. media (°C)                       | 14.3                                        | 14.5                                        | 15.4                                        | 16.3                                        | 16.8                                        | 16.6                                        | 16.4                                        | 16.3                                        | 16.4                                        | 16.3                                        | 15.4                                        | 14.7                                        | 15.8                                        |
| Precipitación total (mm)                    | 48                                          | 58                                          | 125                                         | 238                                         | 517                                         | 687                                         | 490                                         | 545                                         | 726                                         | 536                                         | 185                                         | 66                                          | 4221                                        |
| Fuente: Climate-Data.org                    |                                             |                                             |                                             |                                             |                                             |                                             |                                             |                                             |                                             |                                             |                                             |                                             |                                             |

## Ubicación geográfica
San Pablo está rodeado por municipios del departamento de San Marcos:
- Norte: Tajumulco
- Este: San Marcos (San Marcos)
- Sur: San Rafael Pie de la Cuesta, El Rodeo y Catarina[6]
- Oeste: Malacatán

|                  | Norte: Tajumulco                                   |                               |
| Oeste: Malacatán |                                                    | Este: San Marcos (San Marcos) |
|                  | Sur: San Rafael Pie de la Cuesta El Rodeo Catarina |                               |

## Gobierno municipal
Los municipios se encuentran regulados en diversas leyes de la República, que establecen su forma de organización, lo relativo a la conformación de sus órganos administrativos y los tributos destinados para los mismos.  Aunque se trata de entidades autónomas, se encuentran sujetos a la legislación nacional y las principales leyes que los rigen desde 1985 son:
| N.º | Ley                                                | Descripción |
| --- | -------------------------------------------------- | --- |
| 1   | Constitución Política de la República de Guatemala | Tiene una regulación legal específica para los municipios en los artículos 253 al 262. |
| 2   | Ley Electoral y de Partidos Políticos              | Ley de carácter constitucional aplicable a los municipios en el tema de la conformación de sus autoridades electas. |
| 3   | Código Municipal                                   | Decreto 12-2002 del Congreso de la República de Guatemala. Tiene la categoría de ley ordinaria y contiene preceptos generales aplicables a todos los municipios, e inclusive contiene legislación referente a la creación de los municipios.             |
| 4   | Ley de Servicio Municipal                          | Decreto 1-87 del Congreso de la República de Guatemala. Regula las relaciones entra la municipalidad y los servidores públicos en materia laboral. Tiene su base constitucional en el artículo 262 de la constitución que ordena la emisión de la misma. |
| 5   | Ley General de Descentralización                   | Decreto 14-2002 del Congreso de la República de Guatemala. Regula el deber constitucional del Estado, y por ende del municipio, de promover y aplicar la descentralización y desconcentración económica y administrativa.                                |

El gobierno de los municipios está a cargo de un Concejo Municipal mientras que el código municipal —ley ordinaria que contiene disposiciones que se aplican a todos los municipios— establece que «el concejo municipal es el órgano colegiado superior de deliberación y de decisión de los asuntos municipales […] y tiene su sede en la circunscripción de la cabecera municipal»; el artículo 33 del mencionado código establece que «[le] corresponde con exclusividad al concejo municipal el ejercicio del gobierno del municipio».
El concejo municipal se integra con el alcalde, los síndicos y concejales, electos directamente por sufragio universal y secreto para un período de cuatro años, pudiendo ser reelectos.
Existen también las Alcaldías Auxiliares, los Comités Comunitarios de Desarrollo (COCODE), el Comité Municipal del Desarrollo (COMUDE), las asociaciones culturales y las comisiones de trabajo. Los alcaldes auxiliares son elegidos por las comunidades de acuerdo a sus principios y tradiciones, y se reúnen con el alcalde municipal el primer domingo de cada mes, mientras que los Comités Comunitarios de Desarrollo y el Comité Municipal de Desarrollo organizan y facilitan la participación de las comunidades priorizando necesidades y problemas.

## Historia

### Tras la Independencia de Centroamérica
Luego de la Independencia de Centroamérica en 1821, la constitución del Estado de Guatemala promulgada el 11 de octubre de 1825 —y no el 11 de abril de 1836, como numerosos historiadores han reportado incorrectamente — creó los distritos y sus circuitos correspondientes para la administración de justicia según el Código de Lívingston traducido al español por José Francisco Barrundia y Cepeda; San Pablo estuvo en el circuito Del Barrio que pertenecía al Distrito N.°10 (Quezaltenango), junto con San Marcos, San Pedro, San Antonio, Maclén, San Cristóbal Cucho, Izlamá, Coatepeque, San Lorenzo, Tejutla, Tajumulco, Santa Lucía Malacatán, San Miguel Ixtahuacán, Zipacapa y Comitancillo.

### El efímero Estado de Los Altos

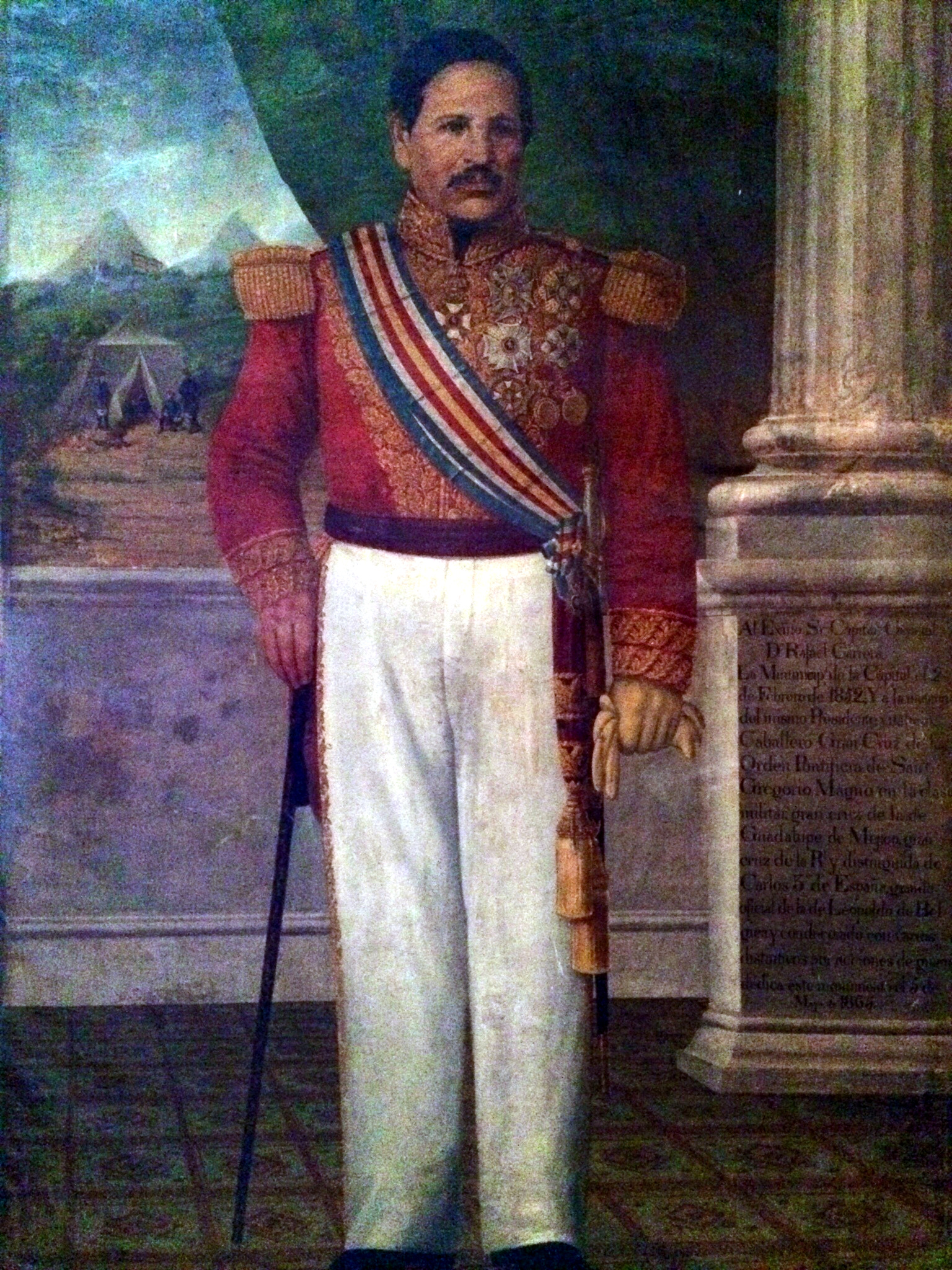
Retrato oficial del capitán general Rafael Carrera con la banda presidencial con los colores de la bandera de Guatemala instituida en 1858. En 1840 retomó por la fuerza el Estado de los Altos al que pertenecía San Pablo y derrotó al presidente de la República Federal de Centro América, el general hondureño Francisco Morazán.

A partir del 3 de abril de 1838, San Pablo fue parte de la región que formó el efímero Estado de Los Altos y que forzó a que el Estado de Guatemala se reorganizara en siete departamentos y dos distritos independientes el 12 de septiembre de 1839: 
- Departamentos: Chimaltenango, Chiquimula, Escuintla, Guatemala, Mita, Sacatepéquez, y Verapaz
- Distritos: Izabal y Petén[9]

La región occidental de la actual Guatemala había mostrado intenciones de obtener mayor autonomía con respecto a las autoridades de la ciudad de Guatemala desde la época colonial, pues los criollos de la localidad consideraban que los criollos capitalinos que tenían el monopolio comercial con España no les daban un trato justo.  Pero este intento de secesión fue aplastado por el general Rafael Carrera, quien reintegró al Estado de Los Altos al Estado de Guatemala en 1840 y luego venció contundentemente al presidente de la República Federal de Centro América, el general liberal hondureño Francisco Morazán en la Ciudad de Guatemala unos cuantos meses después.

## Producción
En el municipio de San Pablo, San Marcos los productos tienen una categoría según su importancia y producción; se clasifican de la forma siguiente:

### Productos agrícolas y madereros
| Tipo                | Categoría                  | Listado                                                                                                |
| ------------------- | -------------------------- | --- |
| Productos agrícolas | Primera                    | café, cardamomo, banano                                                                                |
| Productos agrícolas | Segunda                    | maíz, frijol, cacao, naranja, zapote, aguacate                                                         |
| Productos agrícolas | Tercera (árboles frutales) | limón, mandarina, lima, coco, papaya                                                                   |
| Productos agrícolas | Cuarta (otros productos)   | miel de abeja, cera, quina, mimbre, gigante, pimienta, izote                                           |
| Productos madereros | Primera {maderas finas}    | cedro, conacaste, matilisguate, hormiguillo                                                            |
| Productos madereros | Segunda (de construcción)  | tepemiste, chonte, guayabo, marillo, guachipilín, palo volador, palo zope, roble, grabilea, chiquique. |
| Productos madereros | Tercera (ornamentales)     | ceiba, ciprés, kashaque.                                                                               |

El parque central de la cabecera municipal cuenta con una majestuosa ceiba, árbol nacional de Guatemala, la cual es un atractivo turístico; la ceiba original había sido sembrada a finales del siglo xix, pero fue derribada por una tormenta el 20 de junio de 2005.[cita requerida]

### Apicultura
En el municipio existen varios apiarios: comunidad agraria «El Porvenir», finca «Buena Vista», finca «El Edén», finca «Berlín», finca «La Puerta»«», caserío «Piedra Parada» y caserío «El Carmen».
En San Pablo existen hatos ganaderos que producen leche, quesos y crema, así como, ganado de engorde para la producción de carne.

## Fauna
Existen gran cantidad de animales, en ríos y zonas montañosas:
- Animales de la región: cangrejos, camarones, anguilas, variedad de peces, armadillo, ardilla, tlacuache, variedad de venenosos, serpientes de coral y barba amarilla, cantí, zulcuate, capullo pajarito, etc.